# V1パブリッシング
株式会社V1パブリッシングは、日本の編集プロダクション。2012年設立。

## 編集を請け負っている出版物

### 大洋図書[1]（連続シリーズ物）
- 封印発禁TV[2]
- 封印発禁TV SP[3]
- 昭和の不思議101[4]
- 昭和の謎99[5]
- 臨時増刊ラヴァーズ[6]
- 別冊ラヴァーズ[7]
- ラヴァーズDX[8]
- お一人様老後のこれで安心大丈夫[9]

### 大洋図書（単発物）
- ザ・新幹線[10]
- 名医がすすめる！腸を整える健康法[11]
- これからどうなるコロナ新生活[12]

### その他の出版社（連続シリーズ物）
- 衝撃！陰謀G-File（発行：ブレインハウス、発売：メディアソフト）[13]
- 50代からの男のゴラク（一水社）[14]
- 昭和39年の俺たち（一水社）[15]
- 週刊実話 不思議な怪事件（日本ジャーナル出版）[16]

### その他の出版社（単発物）
- 【昭和】幻の4曲入りレコード大全（有峰書店新社）
- 貯蓄ゼロでも老後に困らない7つの法則（リイド社）
- 日中韓政治・経済戦争2016 ニッポンが勝利する100の理由（英和出版）
- 日中韓政治・経済戦争2017 ニッポン勝利へのカウントダウン（英和出版）
- 日本人が知らなくてはいけない通州事件 80年目の真実（英和出版）
- 解明不能 奇妙な事件簿（ダイアプレス）
- ここまでわかった！真説 幕末明治維新史（ダイアプレス）
- 真実の明治史（ダイアプレス）
- 夏の甲子園100回 初耳だらけの舞台裏 名勝負・名選手の真相（ダイアプレス）
- M資金が動き出す（ダイアプレス）
- 実録 放送禁止大全 最新版（ダイアプレス）
- 松浦武四郎とアイヌの大地（ダイアプレス）
- 知られざる最後の藩主と姫君たちの明治（ダイアプレス）
- 土方歳三と蝦夷共和国（ダイアプレス）
- 「華族」の知られざる明治／大正／昭和史（ダイアプレス）
- 大東亜戦争 本土空襲全史（スタンダーズ）
- 幕末維新人物大全（スタンダーズ）
- 江戸三百藩全史【増補改訂版】（スタンダーズ）
- 戦国大名家全史（スタンダーズ）
- 薩摩島津家全史（スタンダーズ）
- 信長の家臣団と光秀対秀吉（スタンダーズ）
- 戦国大名家臣団 興隆と滅亡（スタンダーズ）
- 真実の潜伏キリシタン関連遺産（メディアボーイ）
- ゴールドマネー 掟破りの裏経済誌（日本ジャーナル出版）
- 衝撃！陰謀G-File -怪-（発行：ブレインハウス、発売：メディアソフト）
- 炎上の真相FILE（発行：ブレインハウス、発売：メディアソフト）
- 芸能報道ジャーナル（発行：ブレインハウス、発売：メディアソフト）
- オレたち昭和49年族（一水社）[17]
- 昭和の怪人 精神分析（宝島社）[18]

## 定期刊行が終了した雑誌
- 実話裏歴史SPECIAL
- 実話ナックルズ増刊 レベル9
- 激撮！
- 日本の裏歴史をゆく
- 封印発禁G-File
- 封印発禁ダークゾーン
- 芸能X-FILE[19]
- 昭和ニッポン 不思議な怪事件（日本ジャーナル出版）[20]
- 写真実話（三和出版）[21]

## 電子書籍
- THE THING -STORIES OF JAPANESE SCARY CREATURES-（Amazon.com）

## ウェブマガジン
- DARKtourism JAPAN（ニコニコチャンネル）[22]